# Zimmerius villarejoi
Zimmerius villarejoi là một loài chim trong họ Tyrannidae.